# Witold Gruca

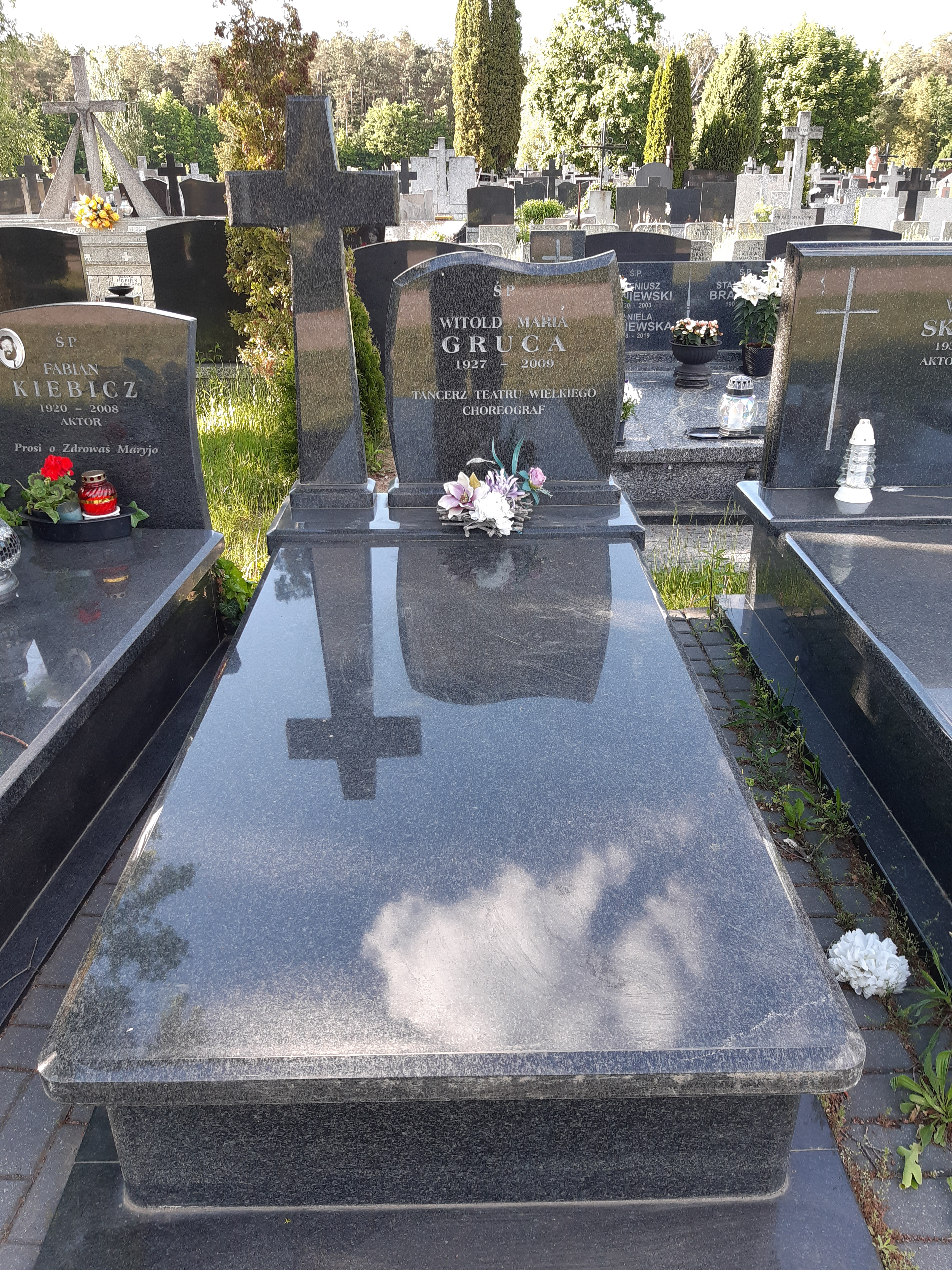
Grób Witolda Grucy na cmentarzu w Skolimowie

Witold Gruca (ur. 15 sierpnia 1927 w Krakowie, zm. 11 lipca 2009 w Konstancinie-Jeziornie) – polski tancerz i choreograf.

## Życiorys
W wieku trzech lat jedna z firm wykorzystała jego zdjęcie w reklamie czekolady „Optima”. W dzieciństwie zaczął pojawiać się w epizodach na scenie krakowskiego Teatru im. Juliusza Słowackiego. Podczas okupacji niemieckiej uczył się na tajnych kompletach. W latach 1941–1948 był uczniem prywatnych szkół tańca w Krakowie oraz Studia Dramatycznego przy Starym Teatrze, a w 1952 ukończył Liceum Choreograficzne w Warszawie. Był tancerzem i aktorem w sezonie 1946–1947 w Teatrze Ziemi Opolskiej w Opolu, w roku 1948 tancerzem Opery Wrocławskiej, w latach 1949–1952 Opery Poznańskiej, w latach 1952–1956 Opery Warszawskiej. Występował w latach 1956–1961 w duecie z Barbarą Bittnerówną, z którą utworzył duet „Arabeska”. W roku 1961 powrócił do Opery Warszawskiej. W latach 1967–1968 pełnił funkcję kierownika baletu Teatru Wielkiego w Warszawie.
Oprócz występów na scenie baletowej zajmował się choreografią. Był choreografem popularnego swego czasu harcerskiego zespołu „Gawęda”. Opracował układy taneczne wielu przedstawień dramatycznych, operowych i estradowych, programów telewizyjnych i filmów. Pojawiał się w filmach, m.in. w „Motylem jestem, czyli romans 40-latka”, „Hallo Szpicbródka”, „Jeszcze nie wieczór”.
Zajmował się też pracą pedagogiczną. Dwa lata pracował w Teatrze Syrena, gdzie prowadził Studium Aktorskie, przez sześć w Teatrze Żydowskim, z którym współpracował w latach 1977–1987.
Żył w związku homoseksualnym z aktorem Jerzym Pietraszkiewiczem. Dwukrotnie zawierał związek małżeński z Aliną Bolechowską. Artysta został pochowany w kwaterze aktorów na cmentarzu w Skolimowie.

## Ordery i odznaczenia
- Krzyż Komandorski Orderu Odrodzenia Polski (1983)
- Krzyż Oficerski Orderu Odrodzenia Polski (1959)
- Złoty Krzyż Zasługi (1954)
- Medal 30-lecia Polski Ludowej (1974)
- Medal 40-lecia Polski Ludowej (1984)[6]
- Brązowy Medal „Za zasługi dla obronności kraju” (1969)
- Złoty Medal „Zasłużony Kulturze Gloria Artis” (2006)[7]
- Odznaka „Zasłużony Działacz Kultury” (1967)[8]
- Medal Stowarzyszenia Autorów ZAiKS (1993)[9]
- Medal pamiątkowy Ministerstwa Kultury i Sztuki w dowód uznania w Roku Obchodów 200-lecia Polskiego Baletu (1985)
- Odznaka „Za zasługi dla województwa warszawskiego” (2002)
- Odznaka „Zasłużony dla miasta Wrocławia” (1987)
- Order Uśmiechu (1997)

Źródło:.

## Nagrody
- Primo Premio Assoluto (I nagroda, w duecie z Barbarą Bittnerówną) na Międzynarodowym Konkursie Tańca w Vercelli we Włoszech (1956)
- Nagroda Komitetu do spraw Radia i Telewizji, zespołowa, za wkład w inaugurację sceny muzycznej w TV (1968)
- Nagroda Komitetu do spraw Radia i Telewizji (1975)
- Nagroda Ministra Kultury i Sztuki I stopnia za całokształt pracy artystycznej ze szczególnym uwzględnieniem twórczości choreograficznej (1977)
- I nagroda za układ choreograficzny oraz nagroda choreograficzna ZAiKS-u na IV Ogólnopolskiego Konkursu Tańca i Choreografii w Gdańsku (1982)
- Nagroda dyrektora Pałacu Młodzieży w Warszawie za osiągnięcia w pracy dydaktycznej i wychowawczej (1993)
- statuetka „Terpsychory” przyznana przez Związek Artystów Scen Polskich (2000)
- Doroczna Nagroda Ministra Kultury w dziedzinie muzyki w zakresie tańca (2004)